# Weinbach (Marlach)
Der Weinbach ist ein ca. 7,9 km langes Gewässer III. Ordnung in der Pfalz. Seine Quelle, die Weinbachspring, liegt im Martental des Pfälzerwalds auf der Gemarkung von Deidesheim. Er fließt auf seiner ganzen Länge in der Verbandsgemeinde Deidesheim und mündet bei Meckenheim in die Marlach.

## Verlauf
Von seiner Quelle, der Weinbachspring, zieht sich der Weinbach durch das Martental des Pfälzerwalds zunächst Richtung Südosten, wo er Wasser des Grimmeisenbrunnens aufnimmt. Auf Höhe der Deidesheimer Hütte nimmt er von rechts einen Zufluss aus dem Kupferbrunner Tal auf. Ab hier verläuft er durch das Mühltal; am Waldrand knickt er Richtung Nordosten ab und zieht sich weiter durch die Flur, vorbei am Deidesheimer Schwimmbad, das früher mit seinem Wasser gespeist wurde. Einige Meter östlich des Schwimmbads nimmt er von links den Leingraben auf. Er fließt durch Deidesheim hindurch, hier ist er teilweise verrohrt und fließt wieder in Richtung Südosten. Er läuft ein Stück durch den Stadtgraben, der früher die Stadtmauer umschloss. Von links nimmt er Wasser aus dem nördlichen Teil des Stadtgrabens auf und ändert seine Richtung dann leicht nach Osten. Einige Meter östlich von Deidesheim unterquert er die B 271, danach passiert er Niederkirchen bei Deidesheim im Süden und nimmt das gereinigte Abwasser der dortigen Kläranlage auf. Bei Meckenheim fließt er unter der L 528 hindurch und mündet nordwestlich der Bebauungsgrenze von links in die Marlach, die im Vorland des Pfälzerwaldes entspringt und deren Oberlauf bis dorthin deshalb deutlich kürzer ist als der Weinbach.

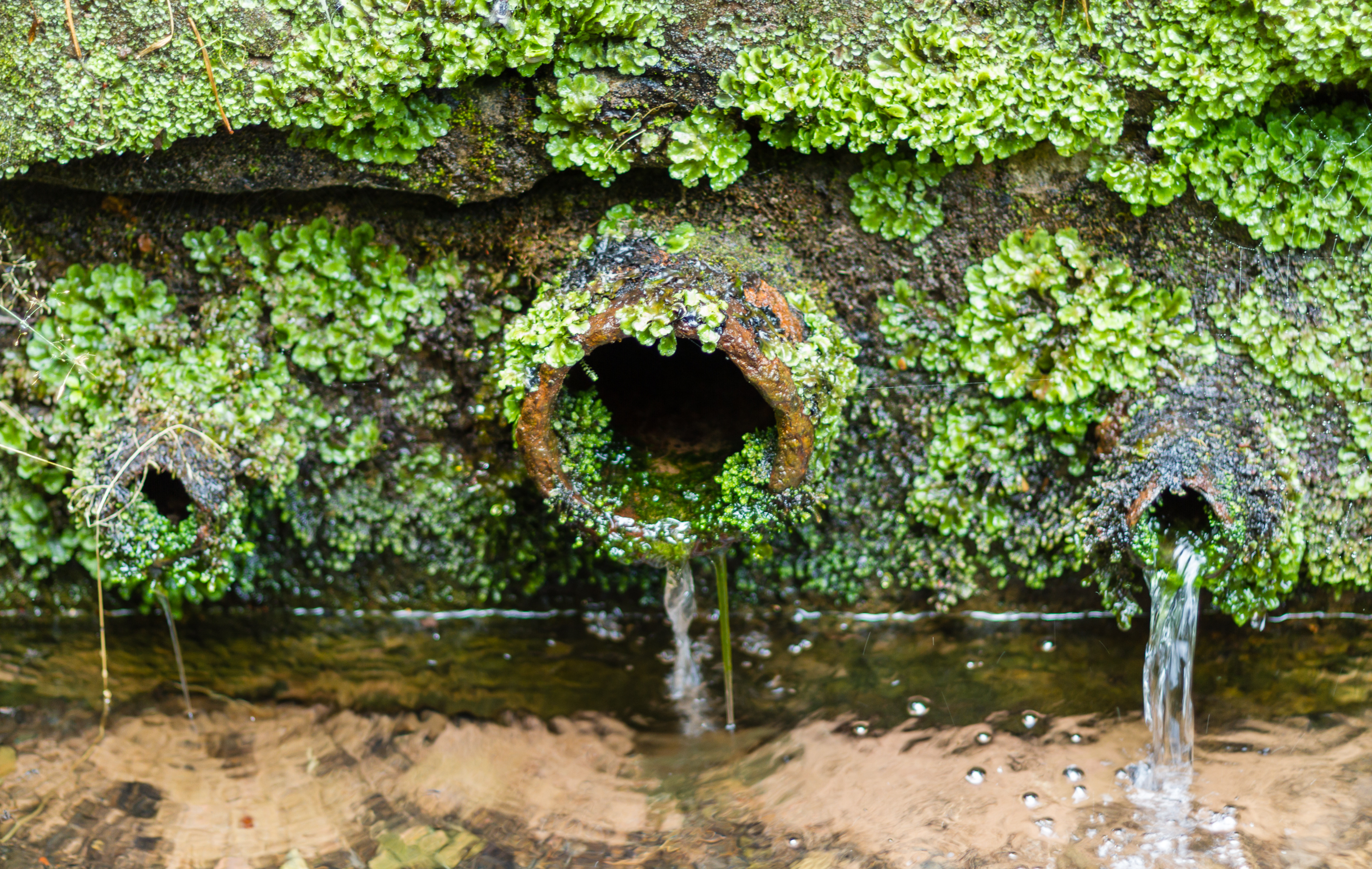
Die Weinbachspring, die gefasste Quelle des Weinbachs
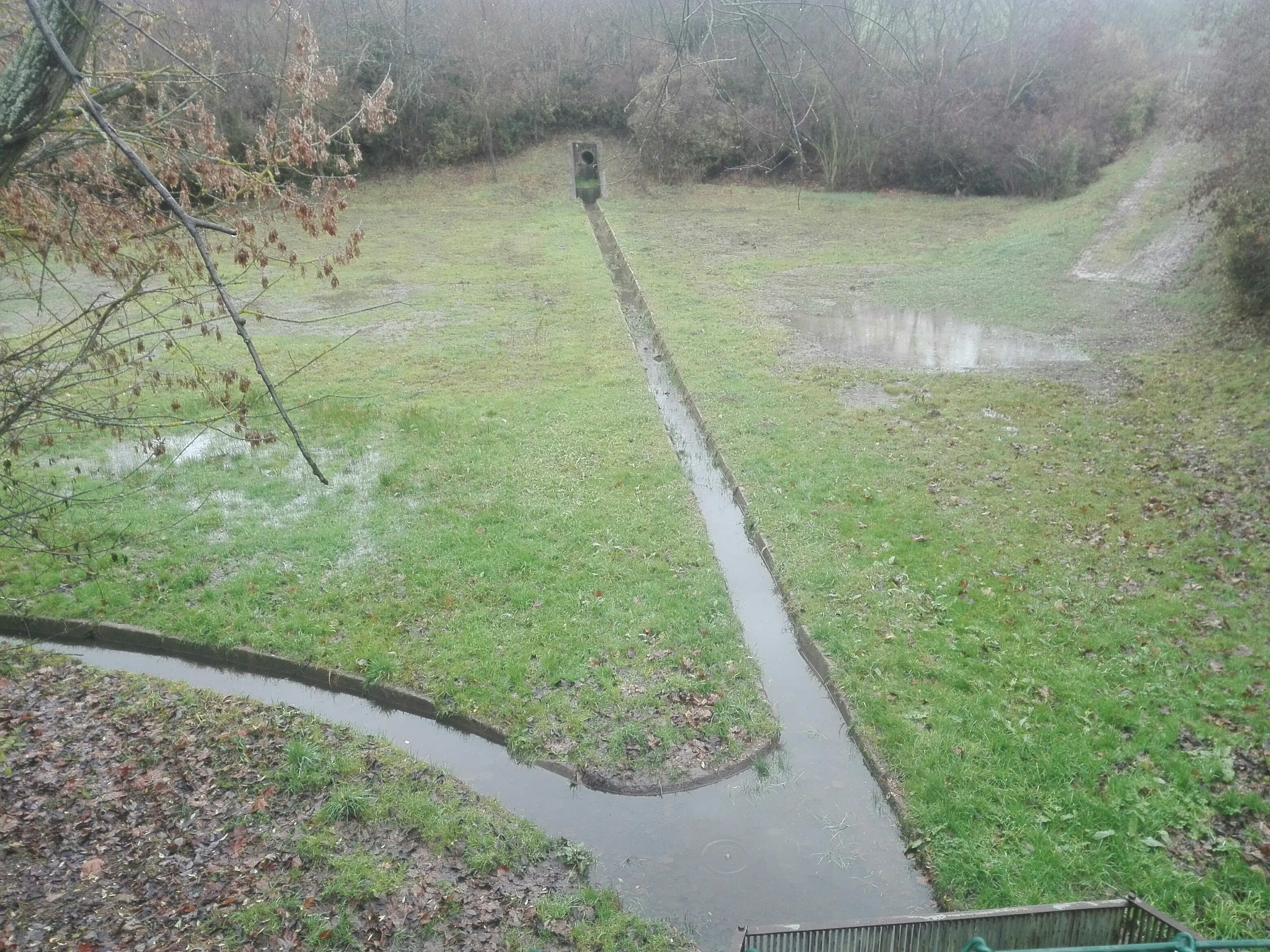
Der Leingraben mündet von links in den Weinbach
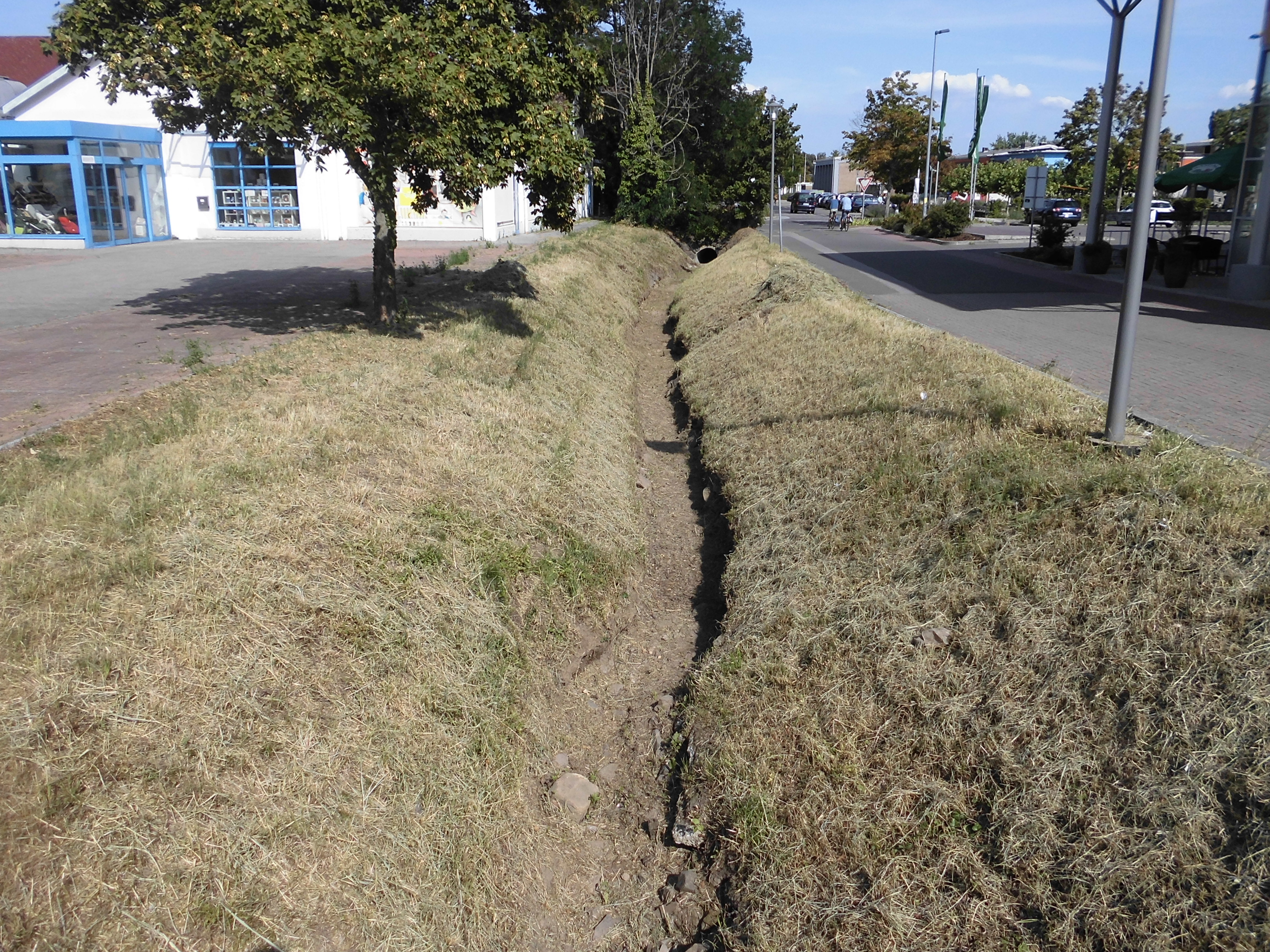
Der Weinbach bei Deidesheim. Sein Bett ist nach Dürre und Hitze 2018 und 2019 ausgetrocknet.
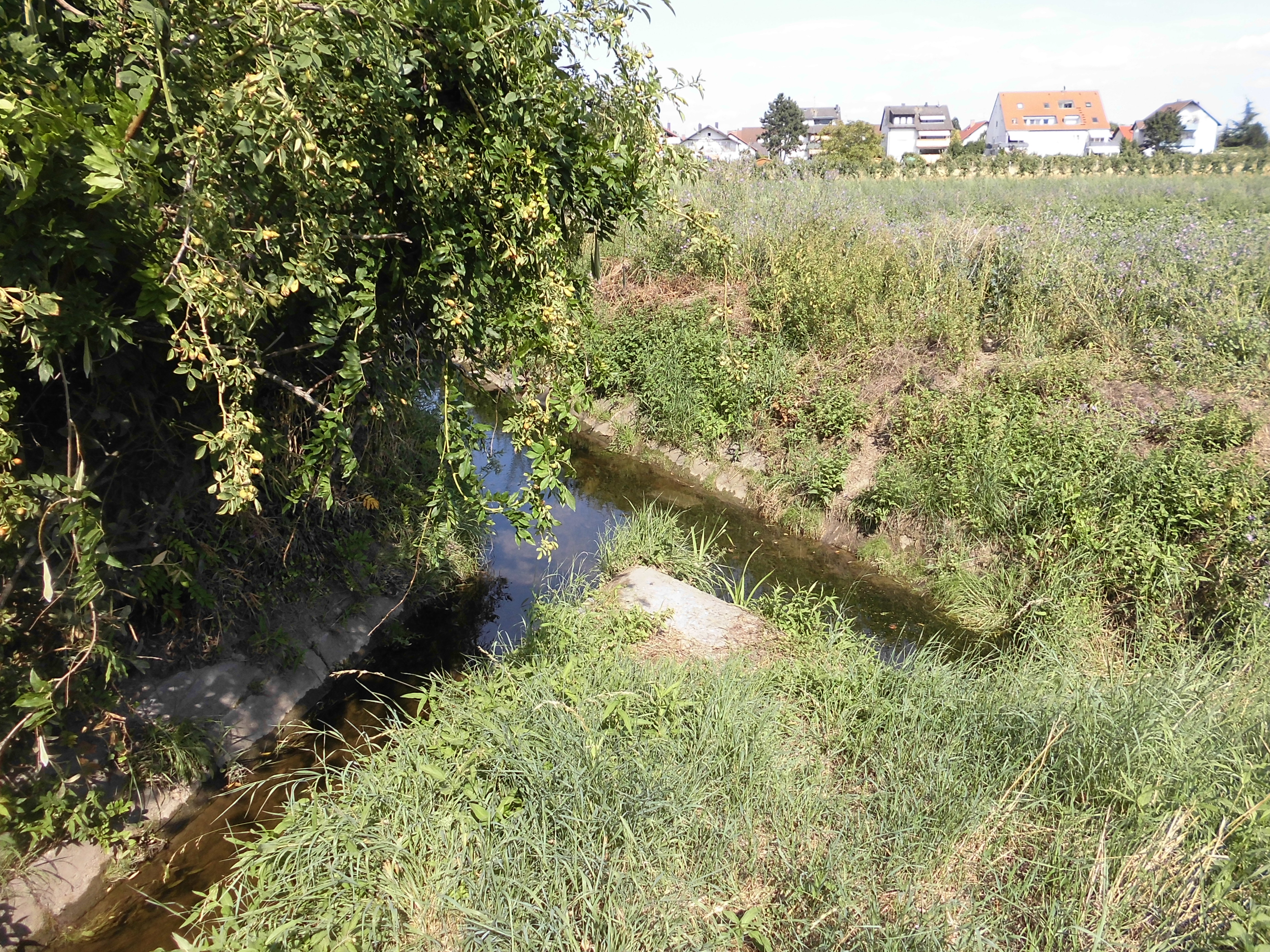
Mündung des Weinbachs in die Marlach

## Mühlen
Am Eingang des Mühltals gab es zwei im 19. Jahrhundert errichtete Mühlen, die heute jedoch nicht mehr existieren. Eine der Mühlen wurde bei einem Wolkenbruch 1868 zerstört, wobei eine Person ums Leben kam. Die andere, die Corellsche Wappenschmiede, wurde von der Stadt Deidesheim gekauft, die sie 1921 abreißen ließ.